# Опа
Опа (на латинском: „много“) је у римској митологији била Сатурнова супруга, а Јупитерова, Јунонина, Плутонова и Церерина мајка. Као Опин отац помиње се Етар. Персонификација је богате жетве и можда је сабињанског порекла.

## Култ
У култу је тесно повезана са богом бербе Консусом. Према предању, у Рим је њен култ увео Тит Тације. У почетку јој је жртва приношена у једној малој капели, а касније су јој подигнута два храма; на Капитолу и на Форуму. У овом другом је призивана као Опс Опифера и то као заштитница од ватре, вероватно од пожара житница. У храму на Капитолу, Цезар је касније сместио државну благајну. Празници ове богиње су: Опиконсивије и Опалије и они су имали искључиво аграрни карактер. Касније је хеленизована и поистовећена са Реом, те поштована уз Сатурна.

## Друге личности
Латинско име Ops различити извори наводе и као женско и као мушко, па је тако то име следећих личности у грчкој митологији:
- Према Хигину, мајка Еурипила, кога је имала са Еуемоном.[2]
- Према Паусанији, Мелантов отац.[3]
- У Хомеровој „Одисеји“, Писеноров син и отац Еуриклеје, Одисејеве дојкиње.[3]